# TI-Graph Link
TI-Graph Link est le nom donné au câble de liaison RS-232 des calculatrices graphiques Texas Instruments. Il est possible de relier :
- soit deux calculatrices entre elles de façon à s'échanger programmes et données ;
- soit une calculatrice à un ordinateur, pour sauvegarder des données isolées, ou bien faire une sauvegarde complète de la mémoire utilisateur.

Si le câble de liaison de calculatrice à calculatrice est fourni avec chaque machine achetée, le câble de liaison à un ordinateur est en revanche vendu séparément. Les premiers modèles se connectaient sur le port RS-232 des ordinateurs PC ou Macintosh, mais des adaptateurs USB sont apparus par la suite.
Physiquement, les ports TI-Graph Link se présentent sous la forme d'une petite prise de type « jack 2.5mm » à trois contacts.
Texas Instruments équipe les modèles récents de calculatrices de ports USB standards.